# Hymenophyllum reinwardtii
Hymenophyllum reinwardtii är en hinnbräkenväxtart som beskrevs av V. d. Bosch. Hymenophyllum reinwardtii ingår i släktet Hymenophyllum och familjen Hymenophyllaceae. Inga underarter finns listade.